# マナーマ・スーク

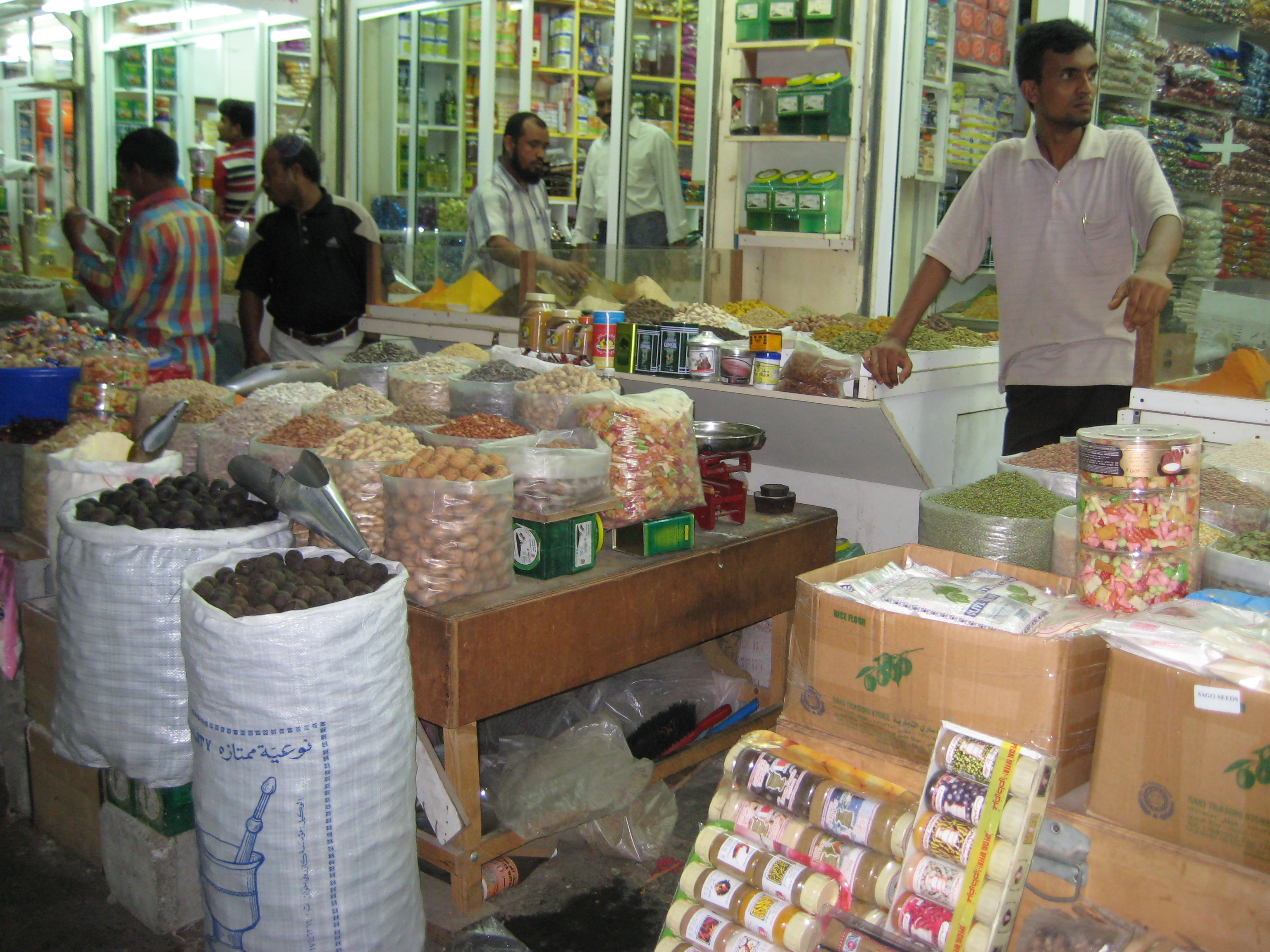
マナーマ・スークでスイーツや香辛料を売る人

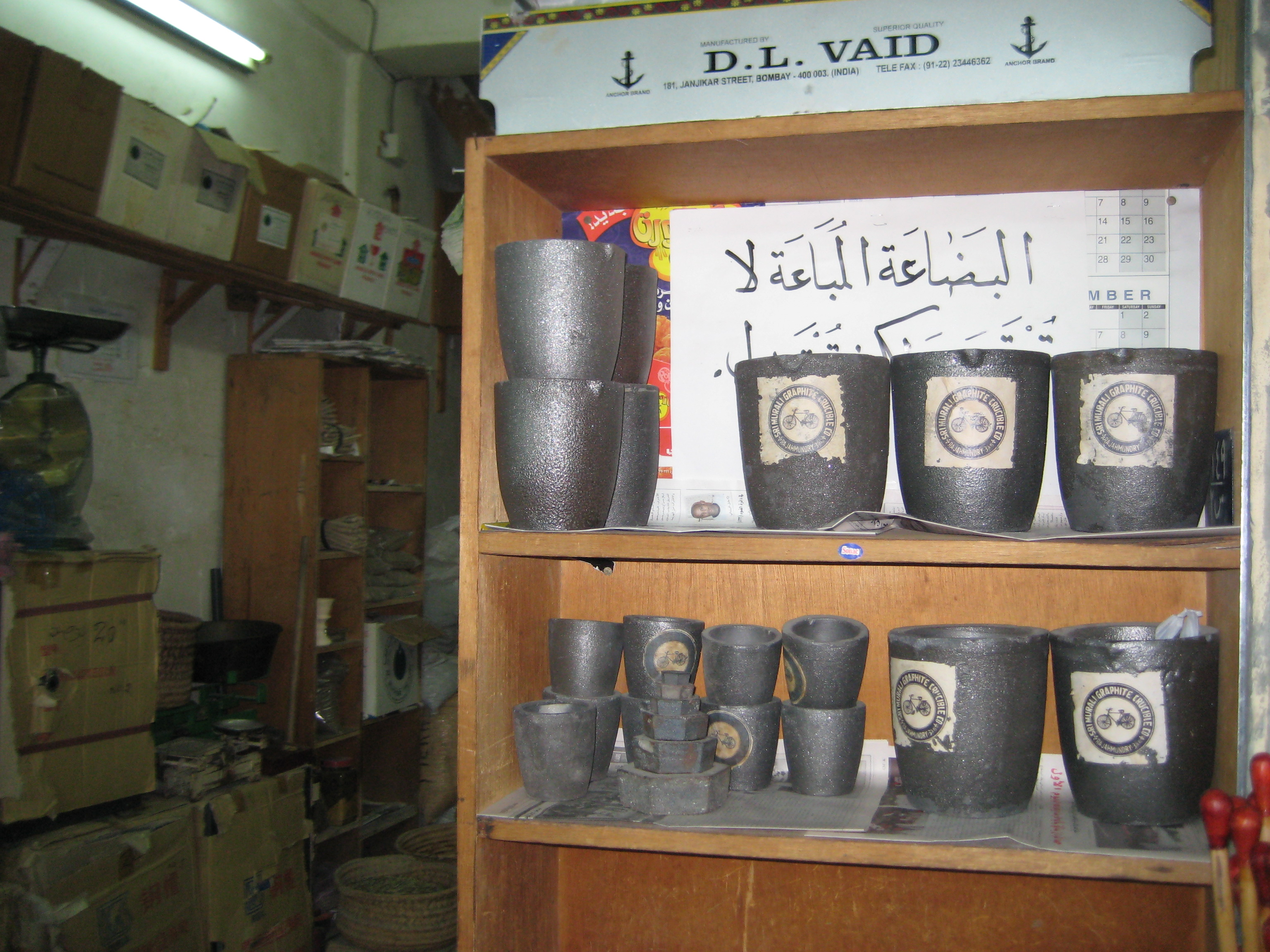
るつぼや宝石は、マナーマ・スーク内で販売されている

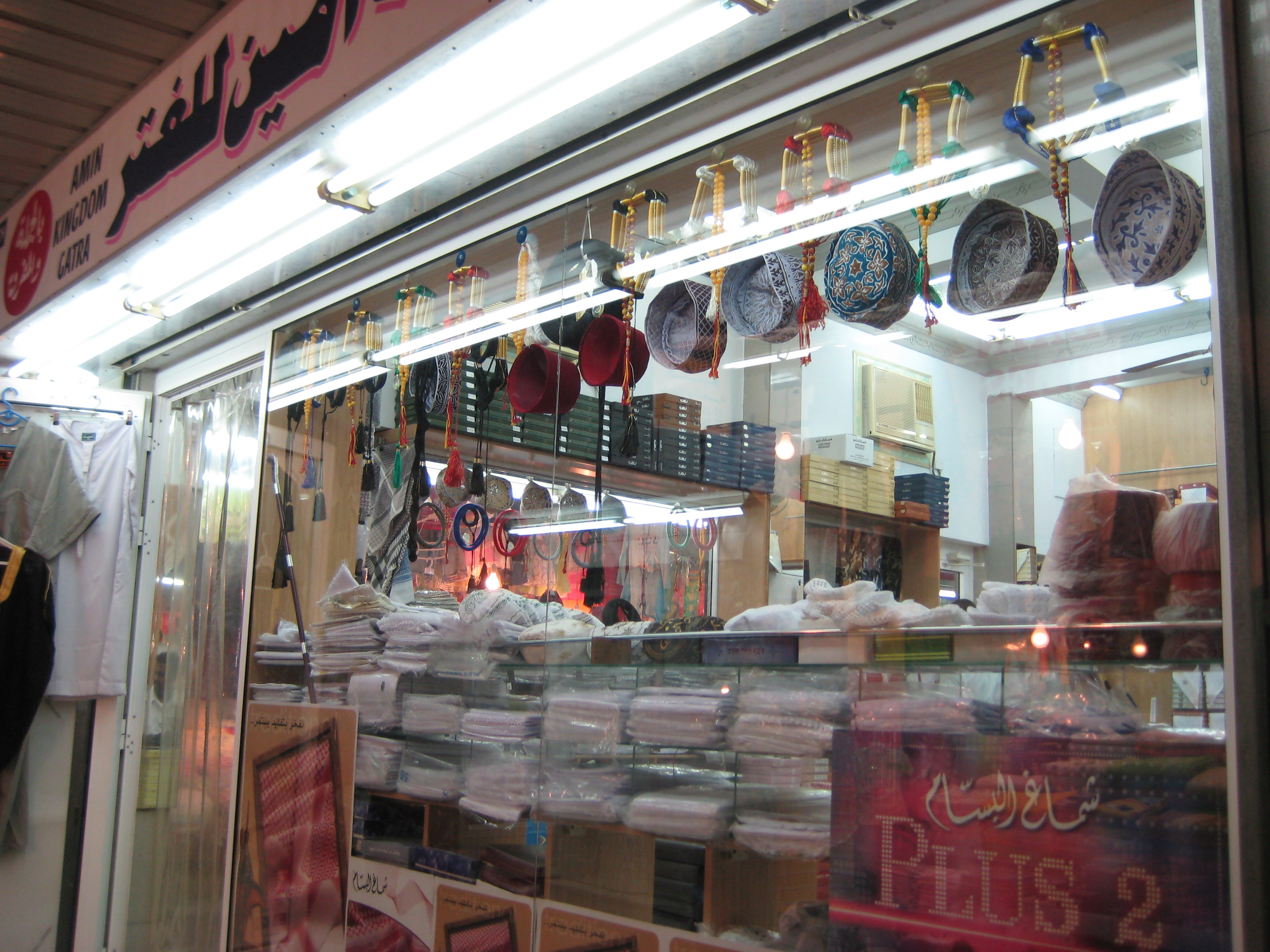
マナーマ・スークでアラブの帽子 — アガル — を販売

マナーマ・スーク（アラビア語: سوق المنامة）は、バーレーンの首都、マナーマにある、古いバザール（スーク）である。スークはマナーマの北部に位置し、旧市街とセントラル・ビジネス・ディストリクトの間にあり、東にはNoaim、西にはRas Rummanが広がる。この地区には、バーレーン唯一のシナゴーグがある。
このスークは、次の地区に分割される。
- Fareej el-Fadhel
- Fareej el-Hammam
- Fareej el-Hatab
- Fareej el-Makharqa
- Fareej Mushbir